# Station Osaka Abenobashi
Station Osaka Abenobashi (大阪阿部野橋駅, Osaka Abenobashi-eki) is een Spoorwegstation in de wijk Abeno-ku-ku in de Japanse stad Osaka. Het wordt aangedaan door de Minami-Osaka-lijn.
Daarnaast is het station verbonden met het station Tennoji van JR West en de Metro van Osaka.
Volgens onderzoek op 13 november 2012, zouden er 159.075 passagiers in- en uitstappen op station Osaka Abenobashi, wat het grootste aantal passagiers op één station van een Kintetsu lijn zou zijn.

## Lijnen
- Het station heeft vijf zaksporen.

| (1)    | ■ alleen voor uitstappen         |  |
| 1, 2   | ■ stoptrein (Futsu)              |  |
| (2, 3) | ■ alleen voor uitstappen         |  |
| 3, 4   | ■ sneltrein (Kyūkō, Junkyū)      |  |
| (4, 5) | ■ alleen voor uitstappen         |  |
| 5, 6   | ■ sneltrein (Kyūkō, Kukan Kyūkō) |  |
| 6      | ■ intercity (Tokkyū)             |  |

## Geschiedenis
Het station werd geopend in 1923 toen de Minami-Osaka-lijn door de Osaka Railway werd geopend. In 1943 fuseerde deze maatschappij met de Kansai Express Railway.
In 2009 werden de pootjes 35 meter verplaatst naar het oosten.

## Overig openbaar vervoer
Bussen 1, 5, 6, 12, 13, 22, 30, 48, 52, 62, 62A, 63, 64, 67 en 80

## Stationsomgeving
Het station is een van de twee belangrijkste stations van Kintetsu en ligt in de wijk (Abeno-ku) in Osaka.

### Stationsomgeving
- Tennoji voor de JR West en de Metro van Osaka
- Abenobashi Terminal Building (Abeno Harukas Tower Building, Abeno Harukas Wing Building, East Building)
  - Kintetsu Department Store Main Store Abeno Harukas
  - Offices
  - Osaka Marriott Miyako Hotel
  - Abeno Harukas Art Museum
  - Harukas 300
  - Tennoji Miyako Hotel
- Tennoji Park
  - Tennoji Zoo
  - Osaka Municipal Museum of Art
- Tennoji MiO
  - Main Building
  - Plaza Annex
- Shitennō-ji
- Hoop
- Abeno Apollo Building, Abeno Lucias
- Abeno BELTA
- Seifu Junior/Senior High School